# 1964 aux Territoires du Nord-Ouest
Chronologie des Territoires du Nord-Ouest
- 1960
- 1961
- 1962
- 1963
- 1964
- 1965
- 1966
- 1967
- 1968

Cette page concerne les événements survenus en 1964 dans le territoire canadien des Territoires du Nord-Ouest.

## Politique
- Premier ministre : Bent Gestur Sivertz (Commissaire en gouvernement)
- Commissaire :
- Législature :

## Naissances
- 26 mai : Paul Okalik (en inuktitut : ᐹᓪ ᐅᑲᓕᖅ, alphabet phonétique international : ['ukælɪk]), né à Pangnirtung (aujourd'hui au Nunavut), journaliste et homme politique canadien, Premier ministre du Nunavut de 1999 à 2008.